# نبرد پانکوربو (۸۱۶)
نبرد پانکوربو (انگلیسی: Battle of Pancorbo)، نبردی است که در سال ۸۱۶ میلادی در منطقه پانکربو بین لشکر امارت قرطبه به فرماندهی عبدالکریم بن عبدالواحد بن مغیث و مسیحیان متحد شمال اسپانیا به رهبری ولاسکو گاسکون یا همان بلشک درگرفت که با پیروزی مسلمانان همراه بود.

## جنگ
پس از تهاجمات مسیحیان در دوره هشام یکم و سرکوب آنها، بازهم در دوره حکم یکم، همزمان با شورش‌های محلی مثل شورش ربض، مسیحیان متحد حملات خود را از سر گرفتند. پس حکم در درصدد جبران و دادن پاسخی محکم برآمد پس لشکری را به فرماندهی عبدالکریم بن عبدالواحد بن مغیث عازم نبرد با مسیحیان کرد. پس از حرکت عبدالکریم به سمت شمال، نیروهای مسیحی با کمک متحدان خود در منطقه پانکربو موضع گرفتند اما در نبرد با لشکر قرطبه شکست خورده و همگی عقب‌نشینی کردند. این پیروزی علاوه بر غنائم، سبب شد که حکم بتواند قدرت خود را در بین اهالی اندلس حفظ کند.